# Kúdrino (Mélenki)
|  | Per a altres significats, vegeu «Kúdrino». |

Kúdrino (en rus: Кудрино) és un poble de l'óblast de Vladímir, a Rússia, segons el cens del 2010 tenia 94 habitants. Pertany al districte municipal de Mélenki.